# خربقاوية
الخربقاوية (الاسم العلمي:Helleboreae) هي قبيلة من النباتات تتبع الفصيلة الحوذانية من رتبة الحوذانيات.

## أجناس الخربقاوية
- الخربق
- الخرغوس